# Александър Чукански
Александър Чукански е български футболист, нападател. Роден на 11 май 1985 г. във Варна. Юноша на Черно море, играе в третодивизионния ФК Суворово. Също така е играл в Калиакра Каварна и Черноморец (Балчик).

## Статистика по сезони
- Черно море - 2003/04 - A група, 1 мач/0 гола
- Суворово - 2004/05 - В група, 24/8
- Калиакра - 2005/06 - Б група, 5/0
- Шабла - 2007/08 - В група, 22/10
- Черноморец (Бч) - 2008/ес. - Б група, 8/0
- Шабла - 2009/пр. - В група, 16/7
- Суворово - 2009/10 - В група, 25/17
- Суворово - 2010/11 - В група, 13/12